# Conamomum vietnamense
Conamomum vietnamense là một loài thực vật có hoa trong họ Gừng. Loài này được Lý Ngọc Sâm và Hoàng Thanh Sơn mô tả khoa học đầu tiên năm 2022.

## Mẫu định danh
Mẫu định danh Lý Ngọc Sâm Lý-879 thu thập ngày 12-3-2017 ở cao độ 705 m, rừng phòng hộ Lộc Bắc, xã Lộc Bắc, huyện Bảo Lâm, tỉnh Lâm Đồng, Việt Nam. Holotype lưu tại Viện Sinh học Nhiệt đới (VNM), các isotype lưu tại Vườn Thực vật Hoàng gia Edinburgh (E) và Bảo tàng Lịch sử Tự nhiên Quốc gia Pháp (P).

## Từ nguyên
Tính từ định danh vietnamense đề cập đến sự phân bố của nó tại Việt Nam.

## Phân bố
Loài này có ở Lâm Đồng, Việt Nam.